# Leonor Alvear
Leonor Alvear fue una destacada actriz argentina de cine mudo.

## Carrera
Joven actriz de reparto en las primeras películas mudas de las primeras décadas del siglo XX en Argentina, Leonor Alvear supo compartir escenario con primeras estrellas de la escena nacional del momento como Nelo Cosimi, Chita Foras, Yolanda Labardén, Amelia Mirel, Lidia Liss y Carlos Dux, entre otros.
En el cine mudo dejó su huella en películas tales como La chica de la calle Florida de 1922, dirigida por  José Agustín Ferreyra, con Lidia Liss, Jorge Lafuente y Elena Guido. En 1923 fue dirigida por  Leopoldo Torres Ríos para la película El puñal del mazorquero protagonizada por Blanco Juncal, Víctor Quiroga y José Plá. En 1928 es recurrida por Nelo Cosimi para participar de su film La quena de la muerte, junto a él, Chita Foras, Floren Delbene, con fotografía y cámara de Antonio Prieto.

## Filmografía
- 1922: La chica de la calle Florida.
- 1923: El puñal del mazorquero.
- 1928: La quena de la muerte.